# Зграда Окружног начелства у Шапцу
Зграда Окружног начелства у Шапцу се налази у улици Господар Јевремовој бр.4, као непокретно културно добро има статус споменика културе од великог значаја.

## Прошлост
Подигнута је 1905. године за потребе начелства округа подрињског по пројекту арх. Милорада Рувидића, у стилу академизма с елементима неоренесансне архитектуре. Под њеним кровом је до Првог светског рата била смештена и пошта, а између два рата коришћена је за потребе одељења Области, као и за Начелства среза поцерског. Од 1959. године у њој је смештен СУП.
Ово је прва зграда у Шапцу која је подигнута као двоспратница.

## Архитектура зграде
На главној уличној фасади је извршена подела површи, тако да је приземни део најмасивнији, наредни са нешто плићим урезима, а последњи глатку решену фасаду. Улаз је постављен на централном делу, који је наглашен ризалитом над којим доминира четвртасто кубе са атиком и металном оградицом на врху.